# Šlapanice (Kladno)
Šlapanice es una localidad del distrito de Kladno en la región de Bohemia Central, República Checa, con una población estimada a principio del año 2018 de 183 habitantes. 
Se encuentra ubicada al noroeste de la región y de Praga, a poca distancia al norte del río Berounka —un afluente izquierdo del río Moldava—, y cerca de la frontera con la región de Ústí nad Labem.  

## Historia
La primera mención escrita de Šlapanice y Budeničky data de 1318. Entre los propietarios más notables de Šlapanice estaban Adam von Waldstein y la familia Kinsky.   
En los años 1850-1909 pertenecio al municipio de Budenice.
El 25 de abril de 2018 se aprobó, mediante resolución de la Comisión de Ciencia, Educación, Cultura, Juventud y Deportes, la concesión del emblema y bandera del municipio.